# Darwin Núñez
Darwin Gabriel Núñez Ribeiro (Artigas, 24 de junho de 1999) é um futebolista uruguaio que atua como centroavante ou ponta-esquerda. Atualmente, joga no Al-Hilal e pela Seleção Uruguaia.

## Carreira

### Peñarol

#### 2017
Natural de Artigas, no Uruguai, o atacante começou a carreira nas categorias de base do Peñarol aos 13 anos. No ano de 2017, o jogador foi promovido para o elenco profissional.
Estreou na equipe principal no dia 22 de novembro, numa derrota por 2 a 1 contra o River Plate pela 13ª rodada do Torneio Clausura do Campeonato Uruguaio, em partida disputada no Estádio Saroldi. Entrou aos 63 minutos no lugar do argentino Maxi Rodríguez, atuando durante 30 minutos.
Esse foi seu único jogo na temporada. O jovem argentino, no entanto, conseguiria melhorar o número de jogos de maneira mais sútil no ano seguinte. Contudo, mesmo tendo entrado em campo só em seu debut, o Peñarol sagrou-se vencedor do Campeonato Uruguaio naquela época.

#### 2018
Marcou seu primeiro gol como profissional no dia 13 de outubro de 2018, garantindo a vitória por 1 a 0 contra o Atlético Fénix. Ao final da temporada, sagrou-se campeão do Campeonato Uruguaio.
Ao todo, Darwin fizera apenas 22 jogos, onde marcou gol em 4 oportunidades. Isso foi o suficiente para chamar a atenção da gestão Saudita de Turki Al-Sheikh, que tratou de pagar 5 milhões de euros no atacante.

### Almería

#### 2019–20
Em de 27 de agosto de 2019, sua transferência para o Almería, da Espanha, foi confirmada por 6 milhões de dólares, (cerca de 5,4 milhões de euros). Além disso, o Peñarol continuou com 20% dos direitos do jogador. Em sua sequência, o atacante teve dificuldades de se adaptar ao clube da Segunda Divisão Espanhola por conta de seu físico ainda não ser o suficiente para tal competição. Isso impediu que Darwin estreasse com o resto de seus companheiros na primeira rodada. De fato, ele só jogou a primeira vez na 9ª jornada.
Estreou pela equipe no dia 3 de outubro, saindo do banco de reservas e entrando no intervalo da derrota por 4 a 2 contra o Sporting de Gijón. Na sequência, o atleta teve de esperar até a 13ª rodada para finalmente marcar seu primeiro gol em solo europeu.
Seu outro grande momento de destaque aconteceu da partida 21 até a 24. Nessas jornadas, Darwin aplicou 6 gols e manteve o Almeria na disputa ativa pelo acesso direto à Primeira Divisão.
Em sua única temporada pela equipe, marcou 16 gols e deu três assistências em 32 partidas, mas o Almería não conseguiu o acesso, pois garantiu somente a 4ª colocação, e perdeu, nos play-offs, para o Girona nas semifinais.[carece de fontes?]
Seu desempenho bom no futebol espanhol chamou a atenção de seu compatriota, o também centroavante Luis Suárez. O uruguaio o indicou para o Barcelona, mas o resultado não foi positivo:
| “ | Falei do Darwin ao Barcelona quando estava no Almería. Tenho 15 anos de profissional, alguma coisa de atacantes eu sei. Disse pra eles “Olhem para este garoto, que é muito bom, tem coisas muito interessantes”. Disseram “Não. Está no Almería. É muito jovem”. Eu entendo, mas em vez de pagar 80 ou 100 milhões agora, nessa altura podiam ter pago 15 ou 20, para ser suplente do Luis Suárez ou de quem estivesse. É um jogador que precisava dessa oportunidade. | ” |
| — Suárez, que na época da entrevista estava no Atlético de Madrid, sobre o desempenho de Darwin no Almería. | |   |

### Benfica

#### 2020–21
Em setembro de 2020, assinou com o Benfica pelo valor de 24 milhões de euros (153 milhões de reais), a contratação mais cara da história do futebol português.
A sua primeira temporada não foi marcada por títulos, já que o Benfica perdeu todas as finais que disputou, mas foi marcante por bons jogos individuais do centroavante uruguaio. Apesar de ter feito seu primeiro gol na Primeira Liga somente na 5ª rodada, o atacante passou as últimas quatro, em sequência, dando assistências para seus companheiros. Em especial para Luca Waldschmidt, que balançou as redes 3 vezes enquanto recebia passes de Darwin.
Em entrevista, Darwin comentara sobre sua parceria com Luca e como ele agia para priorizar o gols em equipe, sobrepondo sua própria vontade de fazer o tento:
| “                                                   | O Luca [Waldschmidt] e eu chegámos agora, estamos juntos há pouco tempo e com o passar do tempo vamo-nos entender mais e melhor e fazer uma grande dupla. [...] Num jogo anterior [com o Moreirense], tinha a oportunidade de driblar o guarda-redes, mas decidi rematar e foi para fora. Lembrei-me da jogada e o treinador tinha dito que tinha de fintar e ficar tranquilo para definir e fazer o golo. Naquele golo com o Belenenses, o guarda-redes saiu da baliza e é para ele muito perigoso tocar no jogador que vinha com a bola. Se me toca seria a expulsão dele. Tentei passar por ele, fiquei frente à baliza sozinho e bati para fazer o golo. | ” |
| — Darwin Núñez, sobre seus gols e passes para Luca. | |   |

Ele marcou seu primeiro gol com a camisa do Benfica no Campeonato Português na 5ª rodada contra o B-SAD, após receber um passe de seu colega Luca Waldschmidt. Seguindo o Campeonato, Darwin conseguiu aplicar mais 6 tentos em 26 partidas, contudo, foram com suas assistências que o atleta mais participara diretamente de gols. Com 10 passes, o jogador ficou somente a atrás de Mehdi Taremi na lista de Maiores Assistentes da Competição.
Apesar de momentos bons em Portugal, a equipe não conseguia alcançar o mesmo desempenho bom coletivamente. O time perdera a final da Supertaça para o Porto, amargaram um vice-campeonato na Taça de Portugal, foram eliminados nas semifinais da Taça da Liga e garantiram somente a 4ª colocação na Liga Portuguesa.
O desempenho do Benfica não foi diferente nas Competições Continentais. O clube foi eliminado ainda nos play-offs da Liga dos Campeões da UEFA diante o PAOK, mas conseguiram conquistar resultados melhores durante a Liga Europa da UEFA. Em sua estreia na competição, Darwin fizera seus primeiros três gols com a camisola vermelha.
A equipe conseguiu se classificar da Fase de Grupos com Núñez aplicando 5 gols em 5 jogos. Porém, ao chegarem nos 16 avos, enfrentaram o Arsenal e foram eliminados.
Ao final de sua primeira temporada na Elite Portuguesa, Darwin marcou 14 gols e deu 11 assistências em suas 44 partidas com o time.

#### 2021–22

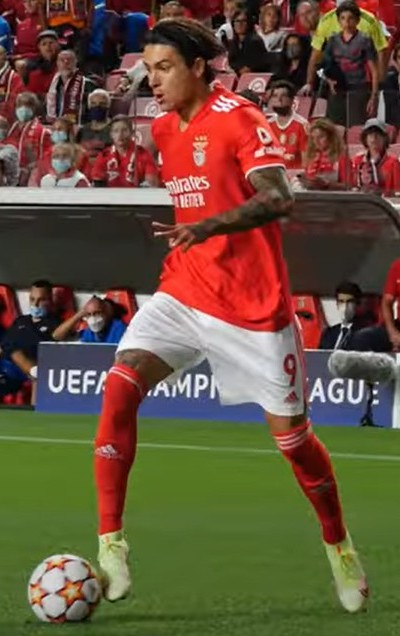
Núñez atuando pelo Benfica em 2021

Em sua nova temporada, Darwin voltou a obter muito destaque como outrora no Almería. Ele iniciou marcando dois dobletes em sequência nas rodadas 5 e 6 e voltou a aplicar um hat-trick na 12ª jornada.
O jogador continuou sua fase artilheira fazendo mais 2 tripletes e 3 dobletes, entre outras partidas na qual fazia um gol solitário, e foi consagrado o artilheiro da Primeira Liga, com 26 gols em 28 jogos, faturando assim a Bola de Prata. a equipe, no entanto, conseguiu a 3ª colocação da Liga.
Pelas Taça da Liga, o jogador fizera apenas uma partida, onde também marcou dois gols, mas viu, enquanto defendia a Seleção Uruguaia, o Benfica amargar um vice-campeonato com a derrota deles para o Sporting. Nas oitavas de final da Taça de Portugal, o clube foi eliminado diante o Porto.
Núñez não esteve em campo em nenhum jogo dos Play-offs da Liga dos Campeões por conta de uma lesão no joelho no início da temporada, mas estreou com a equipe no primeiro jogo da Fase de Grupos. Seu primeiro gol ocorreu quando balançou as redes duas vezes contra o Barcelona ainda pelo Grupo E. O atacante terminou sua participação nessa Fase com apenas mais um gol feito: diante o Bayern na goleada deles por 5 a 2.

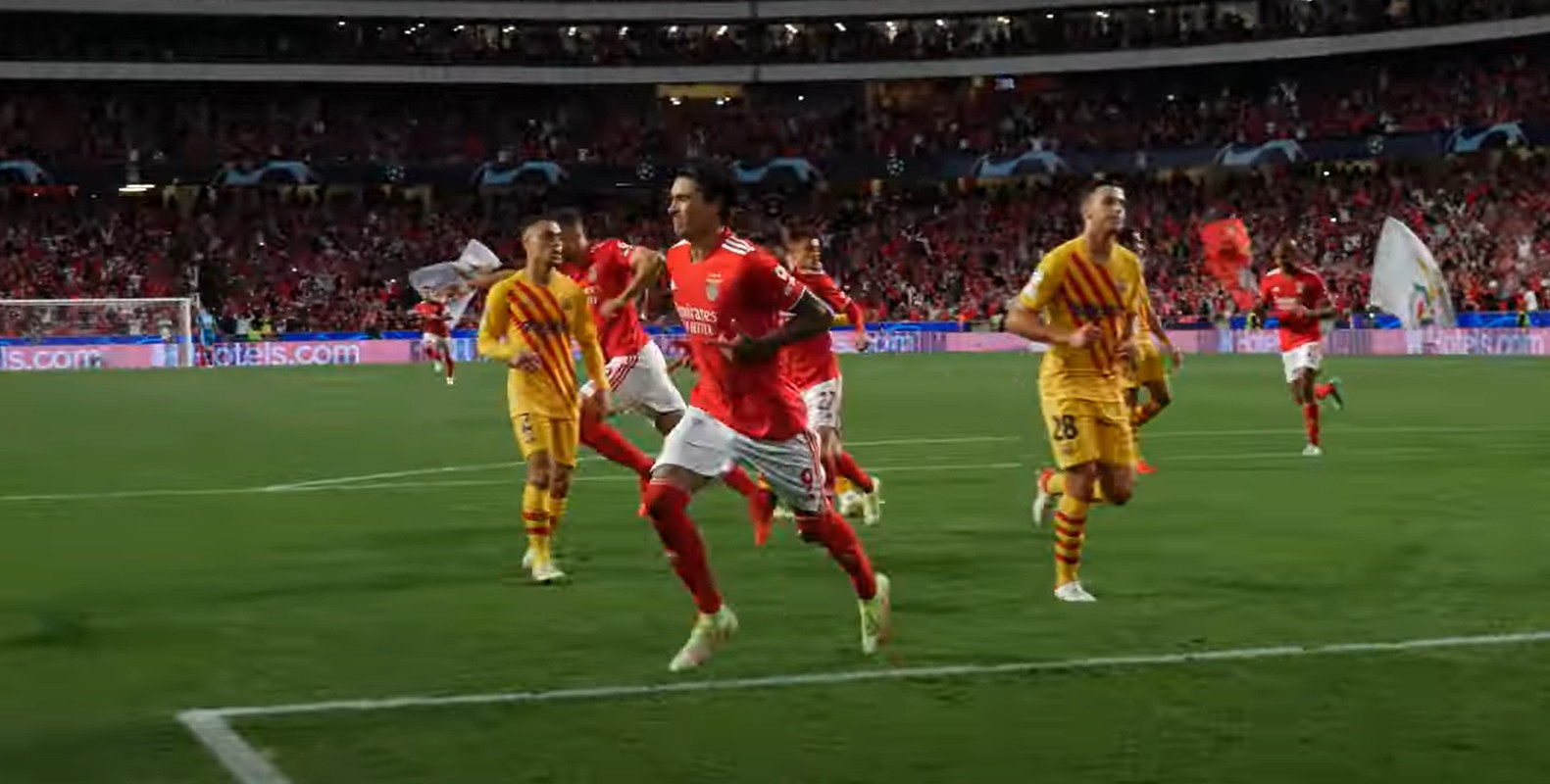
Darwin comemorando seu gol contra o Barcelona na Fase de Grupos.

Seguindo para o mata-mata, Darwin aplicou três gols consecutivos. Ele fizera um no jogo de volta diante o Ajax, e depois marcou duas vezes nas partias diante o Liverpool nas quartas de final. Porém, mesmo com seus esforços, o time português foi eliminado para o time inglês por um agregado de 6 a 4. Deixando a competição, o uruguaio fizera 6 tentos em 10 partidas.
Por suas conquistas nesta temporada, o uruguaio foi indicado pela France Football para a Bola de Ouro de 2022, mas ficou na 25ª colocação com nenhum ponto conquistado.
Com 34 gols em 41 partidas, Darwin deixou o Benfica sendo a segunda maior venda da equipe, ficando atrás somente de João Félix.

### Liverpool

#### 2022–23

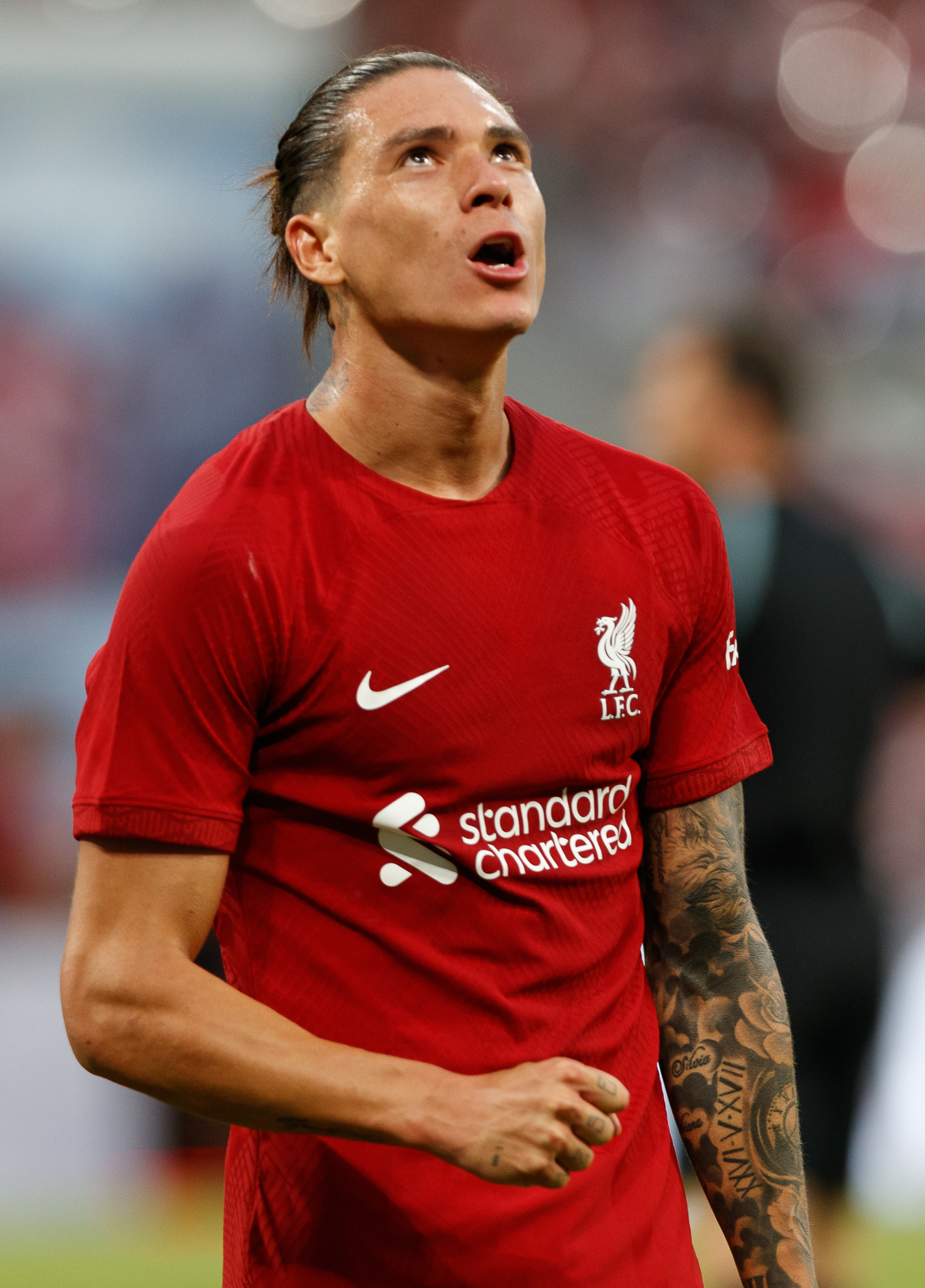
Darwin em 2022.

Em 13 de junho de 2022, o Benfica chegou a um acordo com o Liverpool para a transferência de Núñez por um valor de 75 milhões de euros mais 25 milhões se atingir objetivos. No dia seguinte, o clube confirmou o acordo e anunciou o jogador.
Estreou pelos Reds no dia 30 de julho, marcando seu primeiro gol pela equipe na vitória por 3 a 1 sobre o Manchester City, em jogo válido pela Supercopa da Inglaterra. Foi seu primeiro título conquistado pelo clube inglês.
Pela Premier League, o atleta começou fazendo um gol (após entrar no lugar do brasileiro Roberto Firmino) contra o Fulham na primeira rodada. Porém, na partida seguinte, foi expulso aos 57 minutos de jogo. A expulsão foi decorrente de uma provocação vinda de Joachim Andersen que foi respondida com uma cabeçada do uruguaio.
| “                                                                              | Um pouco de provocação e a reação definitivamente errada, é claro. Cartão vermelho, não posso negar isso. Ele vai aprender disso. Infelizmente, agora tem alguns jogos para fazê-lo. Isso não é legal para nós em nossa situação específica. Menos ainda, mas é assim. É claro que vou conversar com ele (Darwin Núñez). Quando eu voltei para o vestiário, eu queria ver a situação, durante o jogo eu não pude ver nada, não sabia o que tinha acontecido. Quando eu vi, pensei: sim, é cartão vermelho. Vamos falar sobre isso, mas não agora. | ” |
| — Jürgen Klopp, treinador do Liverpool na ocasião, sobre a expulsão de Darwin. | |   |

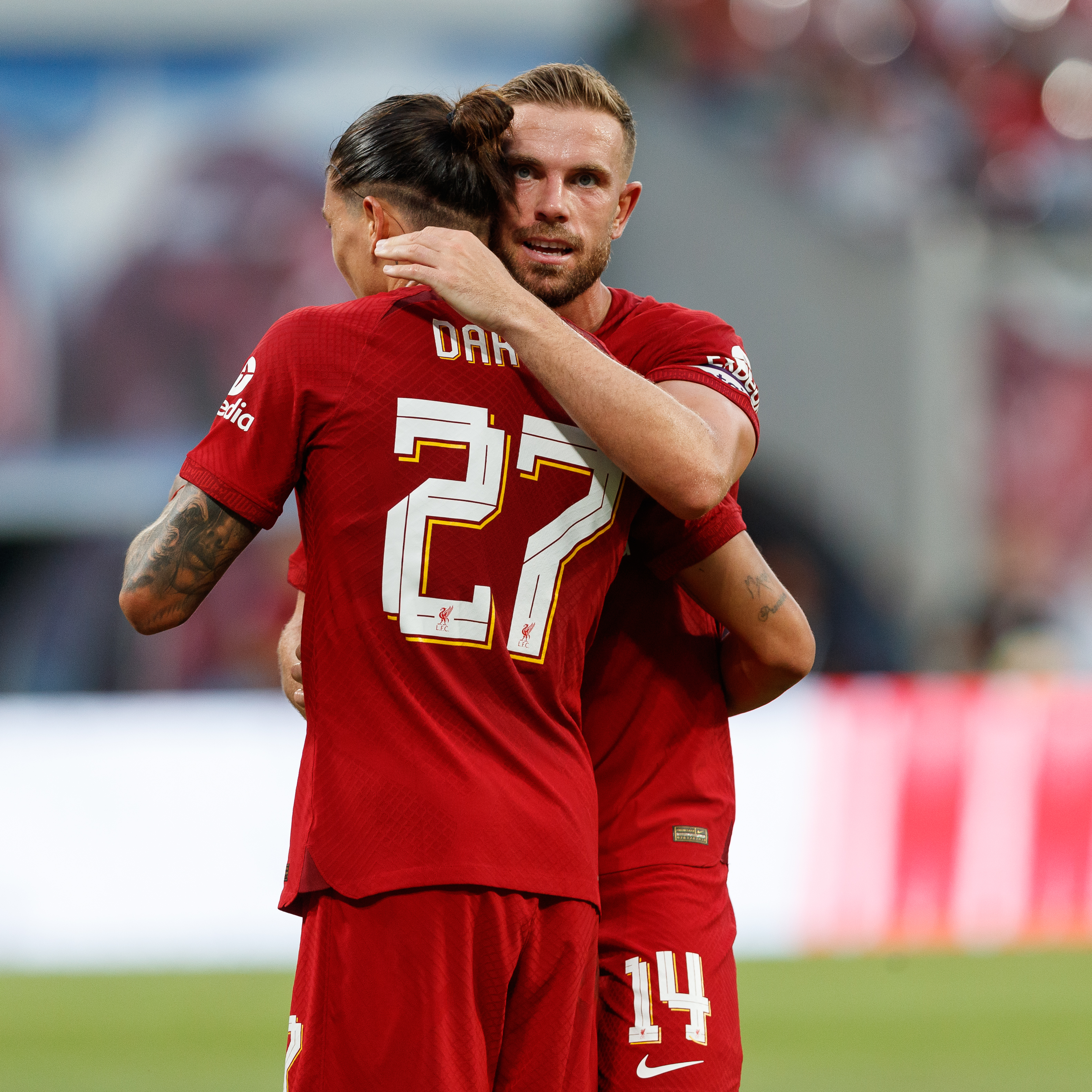
Darwin Núñez e Jordan Henderson.

Darwin fizera dois dobletes na temporada: o primeiro contra o Southampton na 16ª rodada, e o último na maior goleada da história do clássico com o Manchester United, 7 a 0 em Anfield. Apesar disso, seus vários jogos sem marcar fizeram com que o atleta fosse criticado pela torcida residente na Inglaterra. O jogador viria a admitir que tinha dificuldades de compreender as instruções do treinador alemão da equipe na época. Todavia, o próprio Klopp era um de seus defensores públicos dentro do Liverpool.
A paciência de Klopp fez com que o jogador tivesse 44 partidas em sua primeira temporada. Nesses jogos, o uruguaio marcou 14 tentos, tendo sua melhor sequência na Liga dos Campeões, quando marcou um gol por jogo durante quatro partidas. Contudo, o time foi eliminado diante o Real Madrid nas oitavas.
Em agosto de 2022, por conta de seus feitos com a camisa do Benfica, Darwin conquistou a 20ª colocação na Ballon d'Or 2022. O atleta ficou empatado, em número de pontos, com Cristiano Ronaldo, Harry Kane e Bernardo Silva.

#### 2023–24
Disputando uma nova temporada pelo Liverpool, Darwin destacou-se demasiadamente naquela que seria a última temporada de Jürgen Klopp no comando da equipe.Lá, o atleta, até fevereiro de 2024, havia chegado a marca de 22 participações em gols. Ele havia conquistado tal feito em 34 partidas.
Ao longo da época, o centroavante uruguaio conseguiu boas performances na Liga Inglesa. Em 36 jogos, o atacante atingiu a marca de 11 gols, sendo dois dobletes ao longo da competição contra o Newcastle e o Bournemouth, ambos fora de casa.
O jogador também conseguiu estufar as redes adversárias na FA Cup e na Copa da Liga Inglesa uma vez. Na primeira, fez um dos cinco tentos do Liverpool na goleada diante o Norwich por 5–2; posteriormente viria a marcar o gol da vitória diante o Bournemouth em uma vitória por 2–1. Ao fim desta competição, a equipe sagrou-se campeã ao baterem o Chelsea por 1–0, mas sem o atacante em campo por problemas físicos.
Por fim, o atleta foi muito ativo nas partidas da Liga Europa, tendo marcado cinco gols em 10 jogos, com destaque para o doblete contra o Sparta Praha no jogo de ida vencido pelos ingleses por 5–1. Ao fim da competição, a equipe foi eliminada pela Atalanta nas quartas de final.
Mesmo em uma temporada sem muitas conquistas coletivas, tendo se limitado a Copa da Liga, Darwin tivera bons números, alcançando a marca de 18 gols e 13 assistências em 58 partidas. Este desempenho levou o uruguaio a ser especulado em outras equipes europeias, sendo o Barcelona a equipe mais forte nas especulações, mas nenhum contrato foi feito com o goleador.

#### 2024–25
Com a chegada de Arne Slot ao comando dos Reds, o jogador viria a ter uma época menos participativa e menos eficaz do que nos momentos anteriores com Klopp. Sob o comando do neerlandês, o uruguaio sequer entrou em campo na estreia do time na Premier League e só marcou seu primeiro gol na 5ª rodada contra o Bournemouth – pouco antes de deixar de participar das próximas duas rodadas, uma por doença e a outra por opção do treinador.
Ao longo da temporada da Liga, o jogador foi muitas vezes reserva e por alguns momentos nem foi relacionado por Arne. Isso, somado a jogos menos positivo do centroavante, resultou no uruguaio ter uma baixa participação de gols, fazendo com que seu nome fosse novamente vinculado a outros clubes europeus antes do fim da época.
Em 18 de janeiro de 2025, Darwin saiu do banco em uma partida que estava ficando empatada para o Liverpool contra o Brentford. Nos últimos minutos da partida, ele marcou dois gols que ajudaram na vitória de 2-0, acabando com a sequência de empates dos Reds na Premier League.
Slot e Darwin, ainda que a equipe liderasse a competição inglesa com relativa folga, não tinham uma relação muito amistosa. Em alguns momentos da temporada os dois mostraram insatisfação mútua e isso, somado ao baixo desempenho do atacante, fez com que a torcida dos Reds fosse muito crítica ao atacante mesmo após o título inglês conquistado na rodada 34.
Nas demais competições, o Liverpool ficou sem o troféu. Após serem eliminados pelo Plymouth Argyle Football Club na segunda partida da equipe na Copa da Inglaterra, o time conseguiu chegar à final da Copa da Liga com Darwin marcando um gol contra o Southampton nas quartas de final. No entanto, a equipe foi superada pelo Newcastle na decisão e o time garantiu apenas o vice-campeonato.
Na Liga dos Campeões da UEFA de 2024–25, Darwin destacou-se fazendo seu único gol na competição ao estufar as redes do RB Leipzig em uma vitória por 1–0 na terceira rodada. Após isso, deixou de marcar tentos e viu a equipe ser eliminada diante o PSG nas oitavas de final.

### Al-Hilal
Após sua época com os Reds, sua relação com a torcida estava desgastada e o time inglês decidiu por aceitar negociações pelo uruguaio. Eventualmente, após especulações diversas, o atacante deixou o time em definitivo no dia 9 de agosto de 2025 para assinar com o Al-Hilal Saudi Football Club por 53 milhões de euros. Por conta das limitações de inscrição para jogadores estrangeiros, o time saudita estava disposto a rescindir com seu centroavante, o goleador sérvio Aleksandar Mitrović, para manter apenas Núñez como opção para posição.

## Seleção Nacional

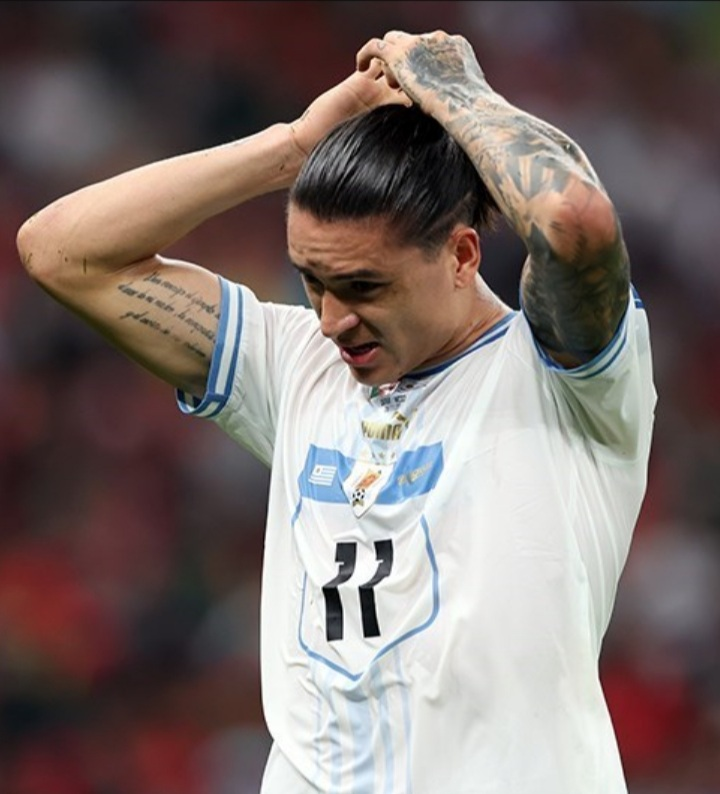
Darwin na Copa do Mundo de 2022.

Depois de representar o Uruguai na Seleção Sub-20, Núñez foi chamado pela primeira vez para a Seleção principal em outubro de 2019, fazendo seu primeiro jogo contra o Peru, marcando a sua estreia na Celeste.

### Copa do Mundo de 2022
Em 10 de novembro de 2022, foi convocado por Diego Alonso para a Copa do Mundo FIFA de 2022, realizada no Catar. O atacante atuou em três partidas na competição, mas não marcou gols e o Uruguai foi eliminado na fase de grupos.

## Estatísticas

### Clubes
Atualizadas até 6 de maio de 2023
| Equipe            | Temporada         | Campeonato nacional | Campeonato nacional | Taças nacionais | Taças nacionais | Competições continentais | Competições continentais | Total | Total |
| Equipe            | Temporada         | Jogos               | Gols                | Jogos           | Gols            | Jogos                    | Gols                     | Jogos | Gols  |
| ----------------- | ----------------- | ------------------- | ------------------- | --------------- | --------------- | ------------------------ | ------------------------ | ----- | ----- |
| Peñarol           | 2017–18           | 2                   | 0                   | —               | —               | 0                        | 0                        | 2     | 0     |
| Peñarol           | 2018–19           | 13                  | 4                   | —               | —               | 7                        | 0                        | 20    | 4     |
| Peñarol           | Total             | 15                  | 4                   | —               | —               | 7                        | 0                        | 22    | 4     |
| Almería           | 2019–20           | 32                  | 16                  | 0               | 0               | —                        | —                        | 32    | 16    |
| Almería           | Total             | 32                  | 16                  | 0               | 0               | —                        | —                        | 32    | 16    |
| Benfica           | 2020–21           | 29                  | 6                   | 7               | 3               | 8                        | 5                        | 44    | 14    |
| Benfica           | 2021–22           | 28                  | 26                  | 3               | 3               | 10                       | 6                        | 41    | 35    |
| Benfica           | Total             | 57                  | 32                  | 10              | 6               | 16                       | 11                       | 83    | 49    |
| Liverpool         | 2022–23           | 29                  | 9                   | 5               | 2               | 8                        | 4                        | 42    | 15    |
| Liverpool         | Total             | 29                  | 9                   | 5               | 2               | 8                        | 4                        | 42    | 15    |
| Total na carteira | Total na carteira | 133                 | 61                  | 15              | 8               | 31                       | 15                       | 181   | 84    |

## Títulos
Peñarol
- Campeonato Uruguaio: 2017 e 2018

Liverpool
- Supercopa da Inglaterra: 2022
- Copa da Liga Inglesa: 2023–24
- Premier League: 2024–25

### Prêmios individuais
- Jogador do Mês da Primeira Liga: Setembro de 2021
- Avançado do Mês da Primeira Liga: Setembro de 2021
- Equipe do Ano da Primeira Liga: 2021–22
- Jogador do Ano Primeira Liga: 2021–22
- 20º Colocado da Ballon d'Or 2022

### Artilharias
- Primeira Liga: 2021–22 (26 gols)
- Supercopa da Inglaterra: 2022 (1 gol)